# Владімір Амброс

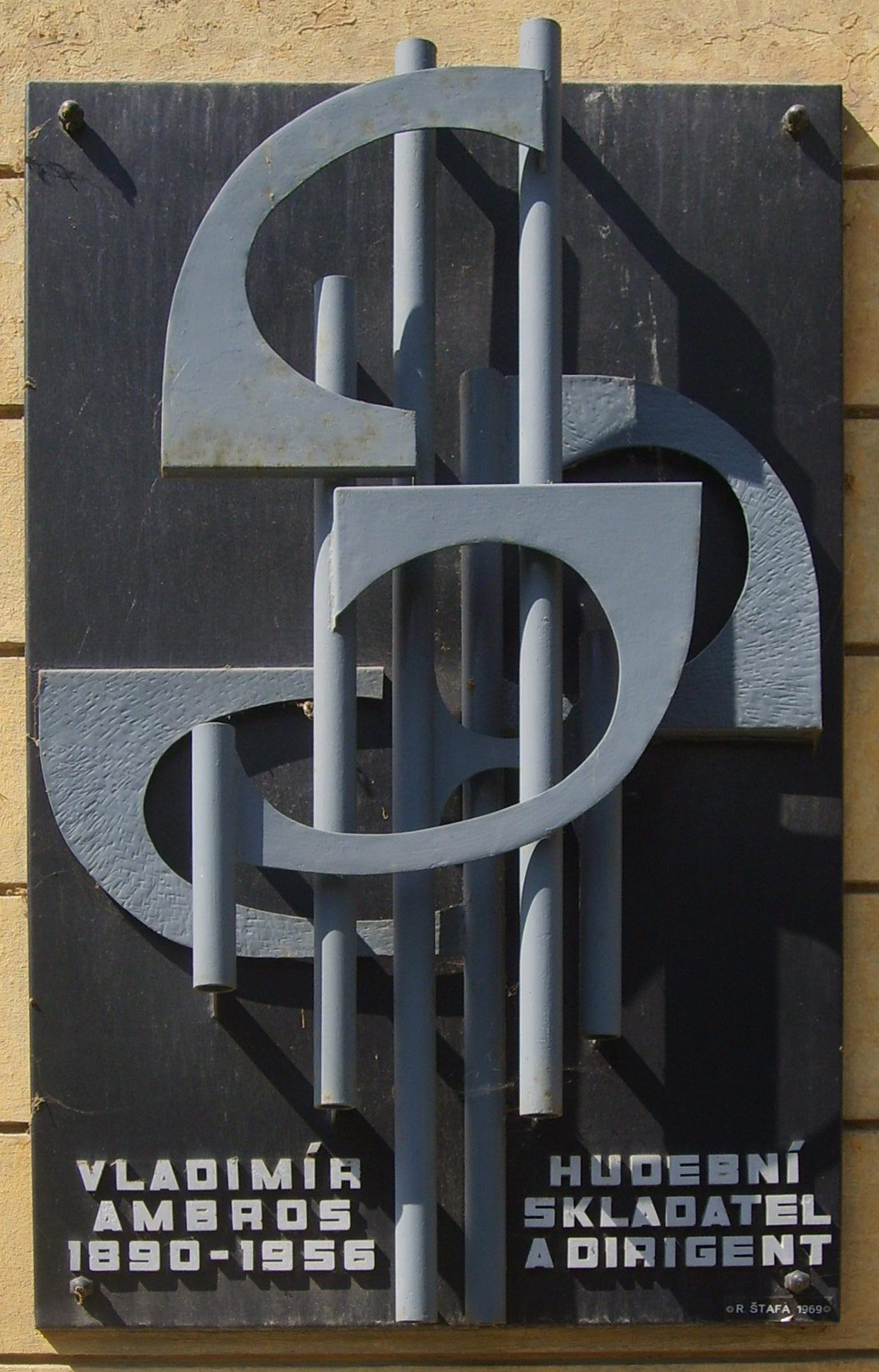
Пам'ятна дошка Вл. Амбросу в Простейові

Владімір Амброс (чеськ. Vladimir Ambros; 18 вересня 1890, Простейов, тепер Чехія — 12 травня 1956, там само) — чеський композитор, диригент і педагог.

## Біографія
Навчався у свого батька Езекіеля Амброса, учня Леоша Яначека і керівника міської музичної школи, потім в 1908—1910 роках в органної школі в Брно у самого Яначека, з яким надовго зберіг творчий зв'язок (в тому числі виконуючи окремі твори свого наставника як піаніст). З 1911 року вивчав композицію в Консерваторії Хоха у Франкфурті-на-Майні у Івана Кнорра. Одружившись на англійці, виїхав до Лондона і в 1914—1921 рр. працював оперним диригентом, в тому числі корепетітором в опері Ковент-Гарден. У 1921 р повернувся в Простейов, викладав, керував хоровим колективами, в 1927—1938 роках був директором музичної школи в Братиславі.

## Творча діяльність
Написав 3 опери, ряд камерних інструментальних і вокальних творів. У спадщині Володимира Амброза важливе місце займає опера «Украдене щастя» (1924), створена за однойменною драмою І. Франка. Опера була поставлена Народним театром у Брно (1925) і Оломоуці (1927).